# Ивер (музичка група)
Ивер је босанскохерцеговачка поп-фолк група, основана 1971. у Сарајеву. 

## Биографија
Оснивач групе Ивер је Влатко Марковић, а име је акроним од имена оригиналних чланова групе (И - Исмет, В- Влатко, Е - Ерна и Р - Радмила).
Своје место под сунцем обезбедили су седамдесетих година прошлог века, захваљујући раду, одређеним стилом и квалитетном продуктивном и репродуктивном делатношћу. Никада нису били у самом врху, али остали су да се памте јер су били особени, неповодљиви и јединствени.
Од 1977. године, наступали су као трио: Влатко и Радмила Марковић и Ерна Кукић.
Композитор и аранжер Габор Ленђел, Јулио Марић, као и продуцент и диригент Стипица Калогјера, допринели су да, како су то новинари тада писали, они изводе најлепшу ведру музику јутарњег жанра.
Најпознатије песме: Иде цура преко села 16% невесела, Милован, Немам времена, Мој отац траву коси...

## Фестивали
Ваш шлагер сезоне, Сарајево:
- Момак, '73

Омладина, Суботица:
- Немам времена, трећа награда публике, '74
- Хоп, мала гарава, '75

Сплит:
- Скини траперице (Вече далматинске шансоне), '79

Фестивал ЈНА:
- Засвирај хармонико стара, '77

## Дискографија

### Албуми
- Весело вече
- Живи полако...

### Синглови
- Милован / Јулски сан
- Момак / Љубав, само љубав
- Немам времена / Главни јунак
- Наша кућа / Уморне гране
- Хоп, мала гарава / Човјек са трагом
- Сијело / Идем ја, иде калдрма
- Сарајевски црни мачак / Конац дјело краси (Децембар)
- Нит су вуци, нити су хајдуци / Мој отац траву коси
- Због тебе сам тарабе прескакао / Моје село мало
- Скини траперице / Нина
- У јесен живота / Хотел Маслина